# Erik Midtgarden
Erik Midtgarden (Skien, 18 novembre 1987) è un calciatore norvegese, centrocampista del Mjøndalen.

## Carriera

### Club
Midtgarden iniziò la carriera con la maglia dell'Odd Grenland. Debuttò nella Tippeligaen il 16 maggio 2005, subentrando a Christian Flindt-Bjerg nella sconfitta casalinga per 2-0 contro il Lyn Oslo. Fu poi ceduto in prestito al Pors Grenland, per cui giocò il primo incontro in data 9 aprile 2006: fu infatti titolare nel successo per 3-1 sul Sogndal. Il primo gol con questa maglia arrivò il 21 maggio, nella sconfitta per 4-3 contro il Manglerud Star.
Passò poi al Notodden, per cui debuttò il 9 aprile 2007: sostituì Sami Sakka nel pareggio casalingo per 2-2 contro il Raufoss. La prima marcatura arrivò il 20 aprile 2008, nel pareggio per 1-1 in casa del Bryne.
Passò poi al Mjøndalen, per cui disputò il primo match in data 19 aprile 2009: sostituì Fabian Andersen nel pareggio per 1-1 contro il Notodden. Il 26 aprile andò il gol per la prima volta, ai danni del Bryne (la squadra si impose per 2-1).
Il 3 gennaio 2011 fu ufficializzato il suo ritorno all'Odd Grenland. Giocò 14 incontri di campionato, per la squadra, prima di essere acquistato dagli olandesi del Vitesse. Il calciatore fu però prestato immediatamente agli estoni del Flora Tallinn. Esordì in squadra il 3 agosto 2011, sostituendo Sergei Mošnikov nel successo per 13-0 sul Lelle, in un match valido per la coppa nazionale: Midtgarden segnò anche una rete. Il 6 agosto giocò il primo incontro di campionato, nella vittoria per 3-0 sul Kuressaare. Il 27 agosto segnò la prima rete nella massima divisione estone, contribuendo al successo per 3-2 sul Tammeka Tartu.
Il 2 novembre 2011 fu reso noto il suo trasferimento al Lillestrøm, a partire dal 1º gennaio successivo. Il 9 agosto 2012, il Mjøndalen annunciò di aver trovato un accordo con il Lillestrøm per il prestito di Midtgarden fino al termine della stagione. Terminato il prestito, si svincolò dal Lillestrøm. A partire dal 12 febbraio 2013, si aggregò allo Hønefoss per sostenere un provino. Il 26 febbraio successivo, firmò un contratto annuale con il club e scelse la maglia numero 11.
Il 28 novembre 2013, tornò ancora al Mjøndalen. Prima dell'inizio del campionato 2017, ha annunciato il suo ritiro dall'attività professionistica.
Il 3 marzo 2017 ha fatto ritorno al Notodden. Al termine di quell'annata, la squadra ha conquistato la promozione in 1. divisjon.

### Nazionale
Midtgarden giocò 2 partite per la Norvegia under 21. Esordì il 5 ottobre 2006, sostituendo Kevin Larsen nella vittoria per 3-1 sulla Danimarca under 21 (segnando anche l'unica rete per questa selezione).